# San Pedro Bercianos
San Pedro Bercianos è un comune spagnolo di 366 abitanti situato nella comunità autonoma di Castiglia e León.